# Siemion Szczetinin
Siemion Nikołajewicz Szczetinin (ros. Семён Никола́евич Щети́нин, ur. 4 sierpnia 1910 we wsi Jamskaja Słoboda w guberni smoleńskiej, zm. 6 grudnia 1975 w Moskwie) – radziecki działacz partyjny i państwowy, członek KC KPZR (1961-1975).
1931-1934 uczeń miejskiego technikum, od 1932 w WKP(b), 1934-1935 odbywał służbę w Armii Czerwonej, 1935-1938 pracownik, m.in. pomocnik głównego mechanika, w kopalni w obwodzie stalińskim (Donieckie Zagłębie Węglowe), 1938-1941 zastępca sekretarza komitetu KP(b)U, partyjny organizator KC WKP(b), 1941-1943 sekretarz podziemnego komitetu miejskiego KP(b)U w Gorłówce i podziemnego obwodowego stalińskiego komitetu KP(b)U, 1943-1948 sekretarz partyjnej komisji przy stalińskim obwodowym komitecie KP(b)U, następnie I sekretarz miejskiego komitetu KP(b)U w Artiomowsku, od 28 stycznia 1949 do 23 września 1952 członek Rewizyjnej Komisji KP(b)U. 1947 ukończył zaocznie Wyższą Szkołę Partyjną przy KC WKP(b). 1950 II, a 1950-1951 I sekretarz miejskiego komitetu KP(b)U w Stalino (obecnie Donieck), od września 1951 do października 1955 II sekretarz obwodowego komitetu WKP(b)/KPZR w Irkucku, 1955-1956 słuchacz kursów sekretarzy komitetów obwodowych i przewodniczących obwodowych komitetów wykonawczych przy KC KPZR, 1956-1957 przewodniczący komitetu wykonawczego rady obwodowej w Irkucku, od 5 maja 1957 do stycznia 1961 I sekretarz obwodowego komitetu KPZR w tym mieście. Od 31 października 1961 do śmierci członek KC KPZR. Od 8 grudnia 1962 do 22 stycznia 1963 przewodniczący biura organizacyjnego irkuckiego obwodowego komitetu KPZR ds. produkcji rolnej, następnie do 22 grudnia 1964 I sekretarz irkuckiego wiejskiego obwodowego komitetu KPZR. Od 22 grudnia 1964 do 17 lutego 1968 ponownie I sekretarz komitetu obwodowego KPZR w Irkucku. Od 15 lutego 1968 do 7 października 1973 ambasador nadzwyczajny i pełnomocny ZSRR w Mongolii. Deputowany do Rady Najwyższej ZSRR od 5 do 7 kadencji. Następnie na emeryturze. Pochowany na cmentarzu Nowodziewiczym.

## Odznaczenia
- Order Lenina (dwukrotnie)
- Order Czerwonego Sztandaru
- Order Czerwonego Sztandaru Pracy
- Order Czerwonej Gwiazdy (1957)